# Singhi chham
Le singhi chham (ou kanchendzonga) est une danse folklorique  de la communauté bhoutanaise du Sikkim (Inde) habituellement exécutée durant le festival de Panglapsool.

## Description
Les danseurs portent un costume de lion représentant le légendaire lion des neiges du Tibet. Il peut y avoir de deux à quatre lions des neiges accompagnés par un batteur. Chaque lion est manipulé par deux danseurs.

## Histoire
Le singhi chham, qui est associé aux pics du Kangchenjunga de la chaine de l'Himalaya, a été introduit en Inde au XVIIIe siècle par le chogyal Chakdor Namgyal.
Les pics du Kangchenjunga, dont la forme ressemble au légendaire lion des neiges, sont considérés comme sacrés pour le peuple du Sikkim. 